# Igor Murín
Igor Murín (* 1. März 1973 in Trenčín, Tschechoslowakei) ist ein ehemaliger slowakischer Eishockeytorwart, der über viele Jahre für den HC Dukla Trenčín in der slowakischen Extraliga und den HC Zlín in der tschechischen Extraliga aktiv war.

## Karriere
Murín begann seine Karriere in seiner Heimatstadt beim HC Dukla Trenčín, für den er in der Spielzeit 1991/92 in der 1. Liga der Tschechoslowakei sein Debüt gab. Am Ende der Saison konnte er mit seinen Mannschaftskameraden den Meistertitel der ČSFR feiern. Zwei Jahre später gewann Dukla die erste slowakische Meisterschaft nach der Teilung der Liga. Igor Murín etablierte sich in den Folgejahren als einer der Toptorhüter der slowakischen Extraliga. 1997 gewann Dukla erneut die Meisterschaft der Slowakei. In den 2000er Jahren wurde Murín dann immer mehr vom jüngeren Miroslav Hála verdrängt, daher spielte er in der Saison 2001/02 einige Spiele für Metallurg Nowokusnezk in der russischen Superliga. Für die Saison 2002/03 kehrte er als Nummer 1 nach Trenčín zurück, entschloss sich aber ein Jahr später zu einem Wechsel nach Tschechien zum HC Hamé Zlín.
Gleich in seiner ersten Saison in der tschechischen höchsten Spielklasse gewann er mit der Mannschaft aus Zlín die tschechische Meisterschaft und war einer der besten Torhüter der Spielzeit. In der folgenden Saison erreichte der HC Zlín die Vizemeisterschaft Tschechiens, konnte aber in den Folgejahren nicht an diese Erfolge anknüpfen.
Mitte der Spielzeit 2008/09 wechselte Murín zurück in die Slowakei zum HKm Zvolen, bevor er im Juli 2009 zu seinem Heimatverein HC Dukla Trenčín zurückkehrte. Ab Januar 2011 war er Torwart beim MsHK Žilina, ehe er seine Karriere nach der Saison 2011/12 beendete.

## International
Neben seinen Erfolgen auf Vereinsebene wurde Igor Murín auch bei internationalen Titelkämpfen eingesetzt. Mit der Junioren-Auswahl der ČSFR nahm er an den U20-Weltmeisterschaften 1992 und 1993 teil. Weitere Einsätze im slowakischen Nationaltrikot hatte er bei der Weltmeisterschaft 1996 und 1999, außerdem war er Stammtorhüter der Slowaken bei den Olympischen Winterspielen 1998 in Nagano.

## Erfolge und Auszeichnungen
- Tschechoslowakischer Meister 1992
- Bronzemedaille bei der U20-Weltmeisterschaft 1993
- Slowakischer Meister 1994 und 1997
- Tschechischer Meister 2004